# 水沢潤
水沢 潤（みずさわ じゅん、1966年7月3日 - ）は、日本の女性声優。山口県出身。旧芸名は上原 慶子（うえはら けいこ）。

## 人物
かつてはアーツビジョンに所属していた。
趣味・特技はディズニー集め。

## 出演
太字はメインキャラクター。

### テレビアニメ
- アンドロイド・アナ MAICO 2010（電話の声）
- クレヨンしんちゃん（ママ、陽子、かすかべの森美術館員C、アクションストアの店員A、アクションデパートのエレベーターガール）

### OVA
- おざなりダンジョン 風の塔（ピナ）
- ザ・ハード BOUNTY HUNTER（ストリッパー）
- 聖ミカエラ学園漂流記II（英子）
- ツインビー ウィンビー1/8パニック（F1女の子）
- 同級生2 Special 卒業（榊原みゆき）
- 特功服凶走曲2（マキ）
- 熱砂の惑星2 性の牝犬ケイト（エミー）
- ミネルバの剣士（エヴァ、女官）
- 未来超獣FOBIA（アナウンサー、早乙女麻衣子）

### ドラマCD
- ファイアーウーマン纏組（女子生徒A）
- プリズムコート（高村香純）
- リトルプリンセス マール王国の人形姫2 ORIGINAL SOUNDTRACK（ニャンコ）

### ゲーム
1993年
- 電脳天使（岡田馨子）

1994年
- 初恋物語（岡田馨子）

1995年
- エーゲ海の雫（太陽の女神アポロン）

1996年
- ぴょんぴょんキャルルのまあじゃん日和（マリア）
- プリクラ大作戦（ウララ）
- 女神異聞録ペルソナ（園村麻希）

1997年
- だいなあいらん（女生徒Ａ）
- 同級生2（野々村美里）

1998年
- ゼルダの伝説シリーズ（1998年 - 2015年、ゼルダ / シーク、サリア、マロン、ルト、ロマニー） - 5作品
- プリズムコート（高村香純）

2001年
- 大乱闘スマッシュブラザーズシリーズ（2001年 - 2014年、ゼルダ / シーク） - 4作品

2009年
- Persona（園村麻希）

### 吹き替え
- ヘラクレス（女性）

### シリーズ一覧
1. ↑  『時のオカリナ』（1998年）、『ムジュラの仮面』（2000年）、『トワイライトプリンセス』（2006年）、『時のオカリナ3D』（2011年）、『ムジュラの仮面 3D』（2015年）
2. ↑  『DX』（2001年）、『X』（2008年）、『for Nintendo 3DS』『for Wii U』（2014年）